# 前田正二
前田 正二（まえだ まさじ、1936年11月4日 - 2016年3月8日）は、東京都出身の元IBC岩手放送チーフアナウンサー。

## 経歴
- 1962.4 岩手放送（当時）入社。同期に畑中美耶子（旧姓・八重樫　元もりおか歴史文化館館長）がいる。
- 80年代 一時期体調を崩し、復帰後はしばらく定時ニュースを担当。
- 1990.4 アナウンス研修部長。
- 1992 『岩手音声訳の会』関連で全国ボランティア・フェスティバルにて厚生大臣表彰を受ける
- 1996.11 定年退職。IBCカルチャーセンター取締役・IBCアナウンス学院副学院長として、「話し方教室」「アナウンス教室」「朗読教室」等を担当。
- 2001.9 岩手県社会福祉事業団理事長感謝状を受ける。
- 2009.10 副学院長を退任後も後輩アナや一般人を対象にしたアナウンス指導に力を注ぐ一方、開局記念特別番組に出演する事もあった。
- 2016.3 肝臓癌により盛岡市の自宅で死去。79歳没[1][2]。

## エピソード
- 『おはよういわて』では、中国残留孤児の問題をいち早く取り上げ、自ら厚生省へ電話をかけ「国家の問題として取り組むべきではないか」と訴えるも一蹴されたことがある。政府がこの問題に着手したのは番組で取り上げてから9年後であった[2]。
- 東京都港区立赤羽小学校5年の時、担任教師の勧めで名作映画鐘の鳴る丘に出演。以後、高校卒業まで8本の映画に出演。
- 普段はメガネをかけているが、盛岡文士劇の復活第一回の公演（95年）にメガネを取った貴重な姿で出演していた。
- 報道関連の仕事が多かったが、その場によってたまにひょうきんな一面を見せることもあった。1989年頃、「IBC TOP40」で当時から10年前にあたる79年の内容を再現する特別企画があり、番組中にあるニュースで、やはり10年前（79年）のその日にあったニュースを通常のニュースを読んだ後に紹介。内容は台風が岩手県を直撃したというもので、ロビースタジオでの公開放送だったこともあって「これは事実をお伝えしています。10年前のもの（笑）」とリスナー達の笑いを誘ったことがある。また視聴者参加のイベントでじゃんけんゲームの進行を担当し、「パーを出す人みんなパー！」と発言して語り草となったこともある。
- アナウンス学院では自ら教壇に立ち多数の後進を育成し、2006年から2019年までテレビ岩手に勤務していた中里美佳も、学生時代同学院で前田の教えを受けた。
- 後輩アナ大塚富夫以下、特に現役時代を知る後輩達からは「前さん」と呼ばれていた。

## 過去の担当番組
ラジオ
- エンドーミュージックショーウインドー
- サンデージャンボ
- ザ・モーニング（1980年代）
- 私の昭和史（朗読 1980年代）
- おはよう朝一番（1980年代）
- 前田正二の東西南北（1980年代）
- 前田正二のウイークリーレポート（1988.4-1990.3）
- リクエストマンデー（-2009.3）
- IBC TOP40（1980年頃）

　
テレビ
- おはよういわて（司会 1971.4-1980.3）
- この人わが道（ナレーター）
- いわてピア`85開幕セレモニー（司会　1985年）